# بائونی
بائونی (به ایتالیایی: Baunei) یک کومونه در ایتالیا است که در استان الیاسترا واقع شده‌است.

## خصوصیات
بائونی ۲۱۶٫۴۵ کیلومترمربع مساحت و ۳٬۷۴۰ نفر جمعیت دارد و ۴۸۰ متر بالاتر از سطح دریا واقع شده‌است.